# 讃岐屋
有限会社 讃岐屋（さぬきや）は、広島県内でうどん店チェーンを展開している日本の企業。

## 概要
県内鍋焼きうどんランキングで1位に選ばれた「鍋焼きうどん」と創業以来1000万食以上を販売している「スタミナうどん」の2大看板メニューを中心にうどんやそば、丼物などの多様なメニューを提供している広島のローカールチェーン店。
国産小麦粉、国産塩、水のみで作る無添加のうどんを、打ち立て、茹でたての状態で提供している。2代目社長の長田拓は、インタビューで「特に麺と出汁に強いこだわりをもっている」と語っており、出汁は社長自身が工場で取っている。
プロバスケットボールチームの広島ドラゴンフライズのオフィシャルスポンサーであり、選手の食事を無償提供している。

## 沿革
特記のない場合の出典。
- 1975年（昭和50年） - 初代社長の長田雅文が脱サラし、大分県でうどんの自動販売機を工場や大学の施設などに設置し、販売を開始[6]。
- 1977年（昭和52年）3月 - 有限会社「讃岐屋」を創業。牛田本店が開店。
- 1986年（昭和61年） - 光町店が開店。
- 1992年（平成4年） - 白島Qガーデン店が開店。
- 1997年（平成9年） - 西条店が開店。
- 1999年（平成11年） - 袋町店が開店。
- 2000年（平成12年） - 八丁堀店が開店。
- 2002年（平成14年） - 海田店が開店。
- 2004年（平成16年） - 平和大通り店、八木店が開店。
- 2008年（平成20年） - tina court 廿日市店が開店。
- 2009年（平成21年） - 紙屋町店が開店。
- 2010年（平成22年） - マダムジョイ楽々園店、フレスポ西風新都店が開店。
- 2015年（平成27年） - 西風新都店でお子様メニューの提供を開始。
- 2016年（平成28年） - 西原店が開店。
- 2018年（平成30年） - THE OUTLETS HIROSHIMA店が開店。
- 2019年（令和元年）6月27日 - エキキタ店が開店[7]。
- 2022年（令和4年）4月 - アルパーク店が開店[8]。
- 2024年（令和6年）12月6日 - イオンタウン楽々園店が開店[9]。

## 店舗
2024年（令和6年）現在、広島市を中心に14店舗を展開している。
- 牛田本店
- 光町店
- エキキタ店
- 紙屋町店
- 八丁堀店
- 平和大通り店
- 白島Qガーデン店
- 八木店
- フレスポ西風新都店
- 西原店
- 海田店
- 西条店
- tina court 廿日市店
- アルパーク店
- イオンタウン楽々園店

### 閉店した店舗
- 袋町店
- マダムジョイ楽々園店
- THE OUTLETS HIROSHIMA店